# Подбара
Подбара спада у један од најстаријих делова града Новог Сада.
Према подацима из априла 2005. Подбара има 11.746 становника. На територији Подбаре се налазе две месне заједнице: МЗ Подбара и МЗ Дунав.

## Границе четврти
Јужне границе овог дела града су улице Милоша Бајића, Трг Републике, Даничићева, Златне греде, Николе Пашића, Матице српске, Стеријина и Хаџић Светића, западна граница је Темеринска улица, северна граница је канал Дунав—Тиса—Дунав, а источна Дунав.

## Суседне четврти
Суседне градске четврти су Салајка на западу и Стари Град на југу.

## Историја

### век
Становници села Алмаша, које се налазило на мочварном земљишту негде између данашњег Темерина, Надаља, Сирига и Србобрана, пре 290 година решили су да напусте своја огњишта и у потрази за бољим животом да се преселе у оближњи Петроварадински шанац (данашњи Нови Сад). Алмашани су своју покретну имовину натоварили на воловске и коњске самаре и сељачка кола и на крајњој периферији Петроварадинског шанца, на Сувој греди, иза задњих кућа код велике баре нашли своје уточиште. Они су током 1718. године на том подручју образовали своје насеље, које је због баре добило назив Подбара, а по становницима, односно досељеницима, из села Алмаша, Алмашки крај. У почетку Подбара је била сиромашна, а њени становници становали су у скромним кућама направљеним од прућа, облепљеним блатом и покривеним трском. Жене су, заједно са децом, обрађивале земљу, што су чинили и мушкарци за време мира у својству слободних сељака. Из овог се може закључити да су први Подбарци били граничари – сељаци. Крајем четрдесетих и почетком педесетих година 18. века, аустријска царица Марија Терезија (1740–1780) постепено је почела да укида војне границе које су формиране још после Великог бечког рата (1683 – 1699). Временом је на ред стигла и Подунавска војна граница, у склопу које су били, између осталих, и сви граничари Петроварадинског шанца. Свесни чињенице да ће војна граница бити развојачена (укинута), становници Шанца поднели су захтев Бечком двору за добијање елибертационог акта на основу којег је Петроварадински шанац добио статус слободног и краљевског града 1. фебруара 1748. године. Након тога, 1751. године дошло је до укидања Подунавске војне границе, што су многи граничари, како они са Подбаре тако и они из других крајева, дочекали са разочарањем. Због тога Алмашани – граничари, који су остали без војне границе, у одређеном броју напуштају Подбару и град Нови Сад и селе се у подунавска села где се у то доба основао „Шајкашки батаљон“ са седиштем у Тителу. Међутим, било је и оних који су се повукли са оберкапетаном у Срем, у Старе Бановце. Ипак, велики број тадашњих Подбараца остаје у Алмашком крају бавећи се у наредном периоду повртарством, ратарством, сточарством и риболовом.
По попису становништва из 1753. године види се да су Подбарци који су остали да живе у Новом Саду имали куће и кућишта у Ченејским сокацима и на земљишту Хелене Богнер. Под Ченејским сокацима подразумевају се данашње улице; Гундулићева, Југ Богданова и Патријарха Чарнојевића, а за земљиште Хелене Богнер нису познати подаци које су то улице данас, али се зна да је то земљиште припадало кварту у коме је био Алмашки крај – Подбара. На самом крају 18. века Подбарци су саградили нову Алмашку цркву. Она је освећена 1797. године, и од тада је по вољи и жељи Подбараца постала највећа православна црква у граду. Жеља становника
Подбаре и Алмашког краја да имају највећу цркву потиче још од става првих Новосађана који су се делили по крају у ком живе. Наиме, они који су живели од тадашњег Дунавског моста према Саборној цркви и даље према Темеринском путу били су у центру града и сматрали су себе за господу, а Алмашане и остале за паоре и нижу класу. Желећи да своју вредност, оданост и љубав према Подбари и цркви докажу новосадској господи, онима који су у то време већ увелико саградили нову Саборну, Николајевску, Успенску и Јовановску цркву, Алмашани су одлучили да саграде највећу цркву у граду. Нова црква грађена је око старе у којој се и даље богослужило, све док послови око изградње нове цркве нису завршени. Тек тада је стари храм срушен, материјал изнет, после чега је нова Алмашка црква освећена.
Током 19. века Подбара се развија у духу новог времена, јер цео град доживљава својеврсни напредак у многим сферама живота. Након револуционарних дешавања 1848/49. године, Подбара је обновљена и тих година обухватала је подручје од Дунавске улице према Дунаву и даље према данашњем каналу, па од Рајине шуме (наспрам стрелишта, пре данашњег пута за Зрењанин) скоро до Ширина (данашње бродске окретнице), затим од места где ће бити направљено игралиште ФК „Славија“ према Темеринској улици, све до Пашићеве и њеног спајања са Дунавском. Одлуком аустријског двора поред Новог Сада прокопан је канал 1875. године чиме је исушена и тзв. „Бара четири крајцаре“, Наиме, на потезу од Алмашке цркве и угла данашњих улица Ђорђа Рајковића и Марка Миљанова па према данашњој улици Филипа Вишњића и даље, налазила се бара коју су још затекли Алмашани 1718. године. Име „Бара четири крајцара“ настало је
због обавезе да је сваки власник чамца који је улазио у град преко баре морао да плати четири крајцара. Тада је постојала и земљана ћуприја и тзв. „златна греда“ на месту данашњих улица које носе та имена. После 1875. године, тај до јуче мочварни део Подбаре претворен је у пашњаке, а касније је на том месту почела да се ствара прва индустријска зона у Новом Саду. Тада се до Подбаре најлакше стизало улицом Златне греде, па преко улице Земљане ћуприје прелазило се у улицу Саве Вуковића (Црног петла сокак), из које се могло ући у улицу Беле њиве и избити на Темеринску улицу (Царски друм) у којој су последње куће с десне стране биле у данашњој улици Патријарха Чарнојевића (Српски сокак). Поред ових улица тада су постојале и Алмашка улица (Алмашки сокак), Барањска улица (Мишји сокак), Гундулићева улица (Ченејски сокак), Југ Богданова улица (Ривички сокак), улица Марка Нешића (Бара сокак), улица Милана Ракића (Фабрички сокак), улица Милоша Обилића (Медени сокак), улица Петра Кочића (Медени сокак), Пећка улица (Месечев сокак), Светосавска улица (Јазавачки сокак), Скерлићева улица, Текелијина улица (Пашњачки сокак или Ружин сокак или Врбин сокак или Дугореп) и Хаџић Светићева улица (Седам вођа сокак или Гуштерски сокак).
Првих деценија 20. века мало тога се променило на Подбари. Пре сам рат 1940. године у априлу ће се пробити насипи тадашњег канала и већи број улица ће се наћи под водом око две недеље, углавном улице око Марка Миљанова. Током рата, део Подбаре наслоњен на индустријску зону претрпеће тешка оштећења услед савезничког бомбардовања августа-септембра 1944. године. После Другог светског рата, током шездесетих година 20. века индустријска зона која се до тада налазила на једном делу Подбаре пресељена је на другу локацију и готово све фабрике из тог дела града исељене су, осим „Електропорцелана“ и „Ниве“. Тада Подбара почиње урбанистички да се развија по важећем Генералном и Регулационом плану. На месту где се налазила фабрика свиле („Свилара“), на ободном градском правцу, подигнуте су стамбене зграде од 12 до 16 спратова, са наставком пада према центру Подбаре где су зидане зграде од 7 спратова у Косовској улици и од 5 спратова у улици Ђорђа Рајковића и неколико објеката око цркве. У остатку Подбаре планирана је изградња стамбених зграда од 4 спрата. Међутим, крајем седамдесетих година 20. века, отворена су нова градилишта на Новом насељу и Детелинари, а због повољних услова за грању већина инвеститора прелази на та градилишта. Тада је стопиран урбанистички развој Подбаре чиме је почела својеврсна деградација овог дела града. Осим текућег одржавања, од тог времена престала су сва значајнија улагања градских власти у Подбару.

## Школе
У овом делу града се налазе две основне школе "Ђуро Даничић" и "Иван Гундулић" као и средња саобраћајна школа „Пинки“ и адвентистичка гимназија „Живорад Јанковић“.
- Адвентистичка гимназија „Живорад Јанковић“
- Средња саобраћајна школа „Пинки“
- Основна школа „Иван Гундулић“
- Супермаркет „Темпо“ на Подбари